# Turtle Bay
Turtle Bay (en français « Baie de la tortue ») est un quartier de la ville de New York, situé à Manhattan. Il s'étend de la 42e rue a la 53e le long de l'East river. Le Siège des Nations unies s'y trouve.

## Etymologie
Turtle Bay est une crique de l'East River qui était alimentée par un ruisseau qui coulait de l'intersection actuelle de la 2e Avenue et de la 48e rue. Son nom provient probablement des tortues qu'on pouvait trouver dans la région à l'époque coloniale.

## Situation
Turtle Bay se trouve le long de la côte Est de l'île de Manhattan, de la 42e rue à la 53e rue Est, entre la 3e Avenue et l’East River. Le complexe des Nations Unies s'y trouve, mais aussi une multitude d’ambassades et de consulats.

## Galerie

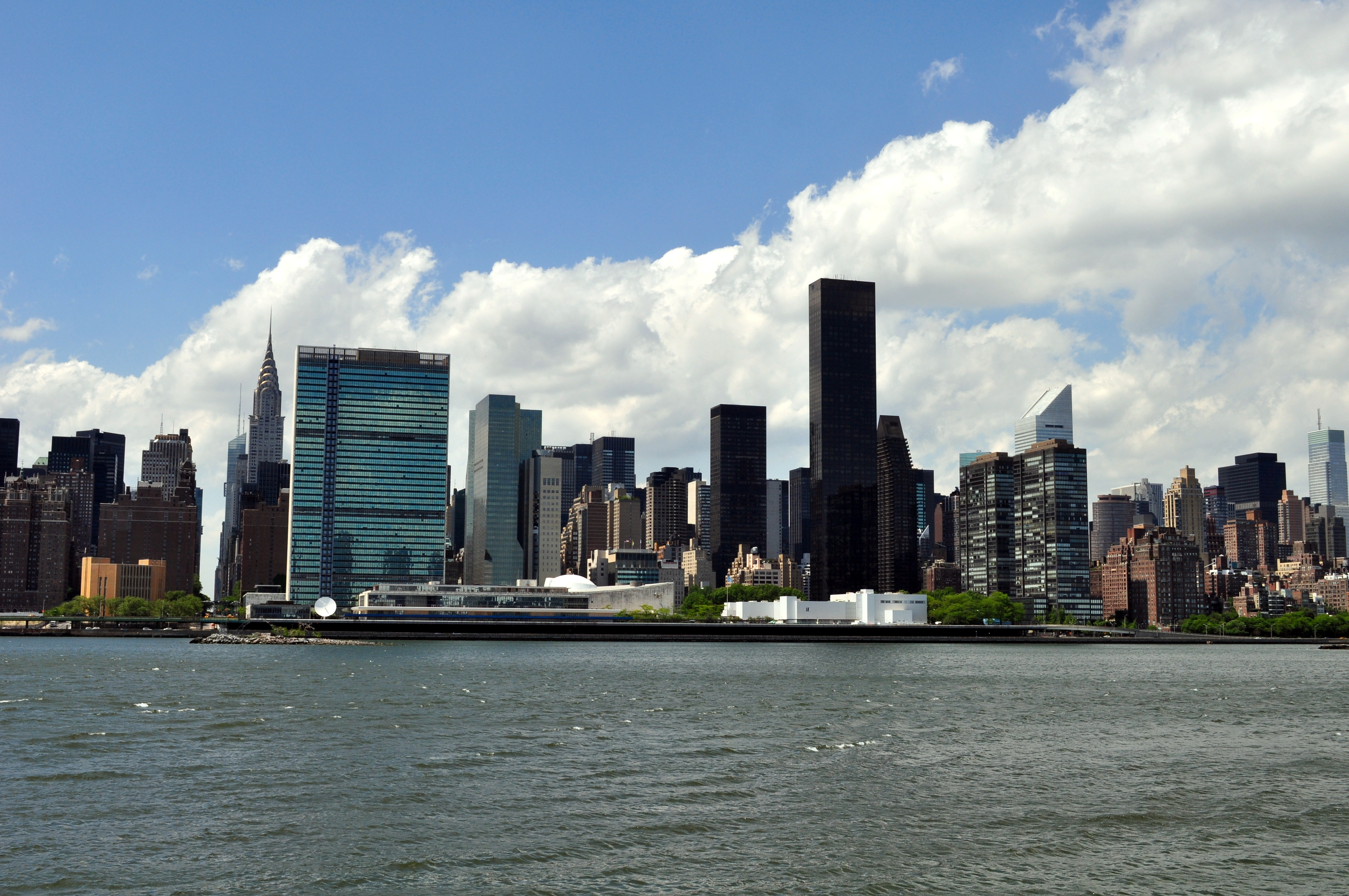
Vue de Turtle Bay, Manhattan.
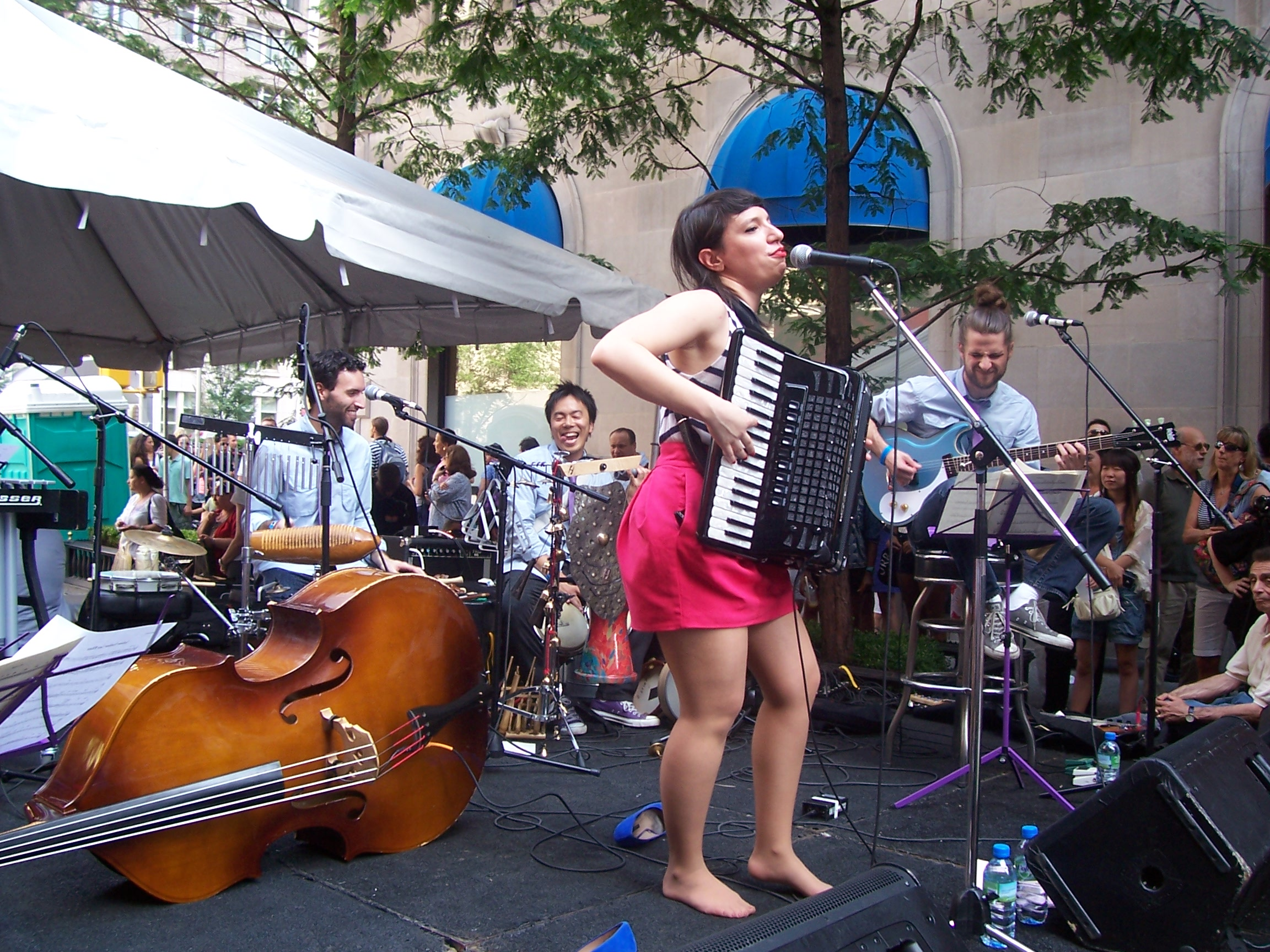
Bastille Day, Turtle Bay New York City, juillet 2011.
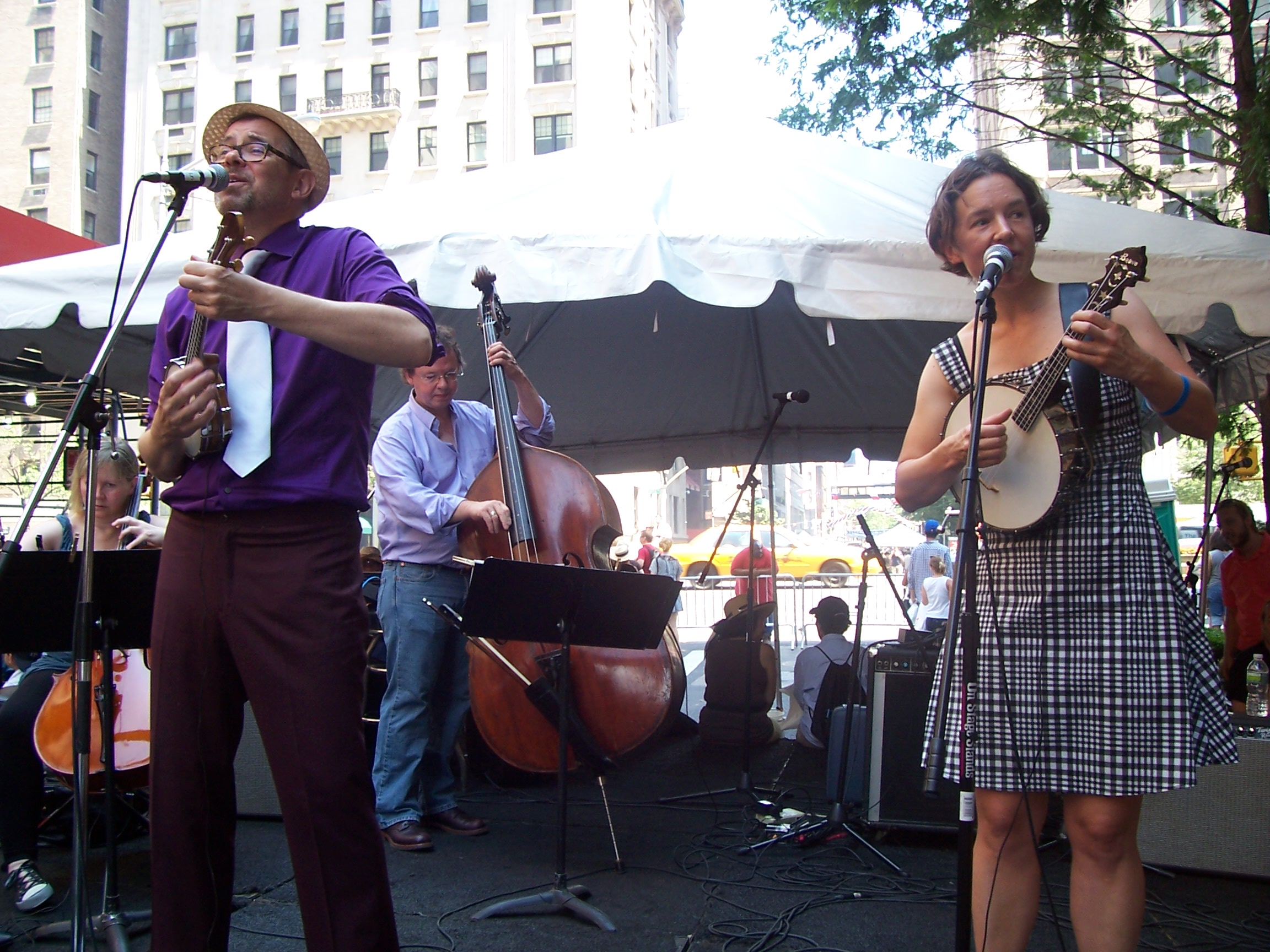
Bastille Day, Turtle Bay New York City, juillet 2011.